# Милетино
Милетино (на македонска литературна норма: Милетино; на албански: Miletina, Милетина) е село в Северна Македония, в община Бървеница.

## География
Селото е разположено в областта Долни Полог, на десния бряг на Вардар, в западното подножие на планината Сува гора.

## История
В обобщен списък на джизието на немюсюлманите от вилаета Калканделен от 18 юли 1628 година селото е отбелязано като Милетин, с 44 ханета (домакинства).
В края на XIX век Милетино е смесено българо-албанско село в Тетовска каза на Османската империя. Андрей Стоянов, учителствал в Тетово от 1886 до 1894 година, пише за селото:
| „ | С. Милетино — има 25 арнаутски и 20 български кѫщи, 1 джамия и развалини отъ църква. Българитѣ отъ това село постоянно се преселяватъ въ Тетово. | “ |

Според статистиката на Васил Кънчов („Македония. Етнография и статистика“) от 1900 година Мелетино е село, населявано от 200 жители българи християни и 135 арнаути мохамедани.
Според патриаршеския митрополит Фирмилиан в 1902 година в селото има 40 сръбски патриаршистки къщи. В 1905 цялото християнско население на селото е под върховенството на Българската екзархия. По данни на секретаря на екзархията Димитър Мишев („La Macédoine et sa Population Chrétienne“) в 1905 година в Милетино има 240 българи екзархисти и в селото функционира българско училище.
Според Афанасий Селишчев в 1929 година Милетино е център на община от три села в Долноположкия срез и има 119 къщи със 790 жители българи и албанци.
Според преброяването от 2002 година селото има 1986 жители.
| Националност | Всичко |
| македонци    | 642    |
| албанци      | 1336   |
| турци        | 0      |
| роми         | 0      |
| власи        | 0      |
| сърби        | 2      |
| бошняци      | 0      |
| други        | 6      |